# Dadouque
Dadouque (en grec ancien δᾳδοῦχος / dadoukhos, « porteur de flambeau ») est le titre du principal ministre des mystères d'Éleusis, incarnant le Soleil. Il purifiait les adeptes avant l'initiation et marchait à la tête des lampadophores, dans la course imitant celle de Déméter à la recherche de sa fille.
Michaël Maïer apporte les précisions suivantes : « Il existait à Athènes une coutume selon laquelle des gens couraient vers la ville en file indienne et en portant des torches allumées. Si elles s'éteignaient, ils les gardaient éteintes, mais celui dont la torche s'éteignait cédait la victoire au suivant. Celui qui arrivait à la borne avec sa torche allumée était le vainqueur. Si personne n'y parvenait, la victoire était laissée en suspens. »

## Source
Cet article comprend des extraits du Dictionnaire Bouillet. Il est possible de supprimer cette indication, si le texte reflète le savoir actuel sur ce thème, si les sources sont citées, s'il satisfait aux exigences linguistiques actuelles et s'il ne contient pas de propos qui vont à l'encontre des règles de neutralité de Wikipédia.